# Antioquia no Tauro
Antioquia no Tauro ou Antioquia do Tauro (em latim: Antiochia ad Taurum; em grego: Αντιόχεια του Ταύρου) foi uma antiga cidade fundada no período helenístico nos Montes Tauro da Cilícia (que posteriormente foi a província de Comagena), no sudeste da Anatólia.
A maior parte dos historiadores situam a cidade na atual cidade turca de Gaziantep ou nas suas proximidades, embora muitos estudiosos do passado a associassem com a atual cidade síria de Alepo, situada cerca de 120 km a sul de Gaziantep.
Antioquia no Tauro cunhou moeda e foi cristianizada muito cedo, formando uma sé em Comagena.